# Haut Conseil de stabilité financière
Le Haut Conseil de stabilité financière (HCSF), créé par la loi de séparation et de régulation des activités bancaires du 26 juillet 2013, est un organisme français chargé de veiller à la stabilité financière en France et de définir la politique macroprudentielle qu’il convient de conduire pour limiter les risques,. Il a remplacé le Conseil de régulation financière et du risque systémique (Corefris), instance créée en 2010 qui visait à mieux prévenir les risques adossés au secteur bancaire et financier dans les organes de décision européens et internationaux.

## Organisation
Le HCSF est administré sous l'égide du Ministère des finances. Il compte 8 membres, dont 5 membres ex-officio et 3  trois personnalités qualifiées, choisies en raison de leurs compétences dans les domaines monétaire, financier ou économique, nommées par le président de l'Assemblée nationale, le président du Sénat et le ministre des Finances.
Le Haut Conseil de stabilité financière se réunit trimestriellement et publie un rapport annuel dans lequel il présente son diagnostic et ses analyses qui sous-tendent sa politique macroprudentielle.
| Nom                         | Role                   | Affiliation                                   | Membre depuis | Fin de mandat |
| --------------------------- | ---------------------- | --------------------------------------------- | ------------- | ------------- |
| Bruno Le Maire              | Président du HCSF      | Ministre des finances                         |               |               |
| François Villeroy de Galhau | Membre ex officio      | Gouverneur de la Banque de France             |               |               |
| Jean-Paul Faugère           | Membre ex officio      | Vice-président de l'ACPR                      |               |               |
| Robert Ophèle               | Membre ex officio      | Président de l'AMF                            |               |               |
| Patrick de Cambourg         | Membre ex officio      | président de l'Autorité des normes comptables |               |               |
| Raphaëlle Bellando          | Personnalité qualifiée |                                               |               |               |
| Hélène Rey                  | Personnalité qualifiée |                                               |               |               |
| Marianne Verdier            | Personnalité qualifiée |                                               |               |               |

## Outils à la disposition du HCSF[5]
La conduite de la politique macroprudentielle française s'effectue en étroite collaboration avec les institutions européennes (l'Autorité bancaire européenne, le Comité européen du risque systémique  et la Commission européenne). La transposition de la directive européenne sur les exigences de fonds propres (dite CRD IV) et l'application du règlement sur les exigences de fonds propres (dit CRR - Capital Requirements Regulation) dote le HCSF de plusieurs coussins de surcharge des exigences de fonds propres (CET1): 
- le coussin pour le risque systémique, applicable dès 2014 si les membres du HCSF le jugent utile, constitue une protection en capital au sein du système financier, sous forme de surcharge en supplément des ratios réglementaires des institutions concernées. Il peut être compris en 0 % et 3 %, voire jusqu'à 5 % des expositions à compter de 2015.
- le coussin contracyclique permet d’imposer aux institutions financières une surcharge de capital réglementaire afin de limiter l’amplification excessive des cycles (en particulier il vise à lutter contre une croissance excessive du crédit). Son application progressive sera possible si les membres du HCSF le jugent utile, à partir du 1er janvier 2016, selon le calendrier suivant : 0,625 % du montant total d’exposition pondéré dès 2016, qui sera porté à 1,25 % en 2017, à 1,875 % en 2018, pour atteindre 2,5 % de fonds propres en 2019. Par décision  du 1er avril 2020  le Haut Conseil le taux est fixé à 0 %[10], décision maintenue le 30 juin 2020[11].
- L’article 458 de la CRR prévoit que, pour traiter le risque macroprudentiel ou systémique au niveau national, les États membres peuvent imposer des mesures nationales plus strictes que celles définies au niveau européen, en termes d’exigences de fonds propres, d’exigences relatives aux grands risques, d’exigences de publication d’information, de niveau du coussin de conservation de fonds propres, d’exigences de liquidité, de pondérations de risque pour faire face aux bulles immobilières et d’expositions au sein du secteur financier.

## Sources et références
1. ↑  https://www.banque-france.fr/fileadmin/user_upload/banque_de_france/publications/RSF-2014-18-integral.pdf
2. ↑  Titre V de la loi no 2013-672 du 26 juillet 2013
3. ↑  « Publications », sur www.economie.gouv.fr (consulté le 8 mai 2022)
4. ↑  « Les membres du HCSF », sur www.economie.gouv.fr (consulté le 8 mai 2022)
5. ↑  https://acpr.banque-france.fr/fileadmin/user_upload/acp/Communication/Communication_a_la_profession/201408-notice-modalites-calcul-ratios-prudentiels-cdriv.pdf
6. ↑  Article L631-2-1 du Code monétaire et financier
7. ↑  (en) « EUR-Lex - 32013L0036 », sur europa.eu (consulté le 17 avril 2023).
8. ↑  (en) « EUR-Lex - 32013R0575 », sur europa.eu (consulté le 17 avril 2023).
9. ↑  Tier 1 capital
10. ↑  Décision n° D-HCSF-2020-2 du 1er avril 2020 du Haut Conseil de stabilité financière relative au taux du coussin de fonds propres contra-cyclique
11. ↑  Décision n° D-HCSF-2020-4 du 30 juin 2020 du Haut Conseil de stabilité financière relative au taux du coussin de fonds propres contra-cyclique